# Chris Elliott
Pour les articles homonymes, voir Chris Elliott (homonymie) et Elliott.
Chris Elliott est un acteur, scénariste, producteur et réalisateur américain, né le 31 mai 1960 à New York.

## Biographie
Christopher Nash Elliott est né à New York, il est le fils du comédien Bob Elliott (en) et de Lee Elliott (née Peppers), mannequin et réalisatrice. Il a grandi dans l'Upper East Side.
Il fréquente l'Institut national du théâtre au Centre de théâtre Eugene O'Neill pendant un semestre.

### Carrière
Il commence comme humoriste mais est d'abord remarqué pour ses talents d'écrivain. Mais c'est avec Late Night with David Letterman et Un jour sans fin que sa carrière prend de l'ampleur.

### Vie privée
Il est marié avec Paula Niedert depuis 1986 et a deux enfants, dont Abby Elliott qui entra au Saturday Night Live en novembre 2008.

## Filmographie

### Comme acteur

#### Cinéma
- 1983 : Lianna : Lighting Assistant
- 1984 : Hyperspace : Hopper
- 1985 : Mon pote Adam : Mr. Spooner
- 1986 : Le Sixième Sens (Manhunter) : Zeller
- 1989 : New York Stories : Robber
- 1989 : Abyss (The Abyss) : Bendix
- 1993 : The Traveling Poet : Alan Squire
- 1993 : Un jour sans fin (Groundhog Day) : Larry
- 1993 : CB4 : A. White
- 1994 : Poolside Ecstacy : Pool Man
- 1994 : Housewives: The Making of the Cast Album : Chris the Diva
- 1994 : Cabin Boy : Nathanial Mayweather
- 1996 : Le Roi de la quille (Kingpin) : The Gambler
- 1998 : Mary à tout prix (There's Something About Mary) : Dom Woganowski
- 2000 : Le Ciel à l'envers (en) (The Sky Is Falling) : Santa Clause
- 2000 : Jour blanc (Snow Day) : Roger the Snowplowman
- 2000 : La Famille foldingue (Nutty Professor II: The Klumps) : Restaurant Manager
- 2001 : Scary Movie 2 : Hanson
- 2001 : Osmosis Jones : Bob
- 2003 : Caged : Stuart
- 2006 : Scary Movie 4 de David Zucker : Ezekiel
- 2006 : I'll Believe You de Paul Francis Sullivan : Eugene the Gator Guy
- 2014 : Les Mots pour lui dire (The Rewrite) de Marc Lawrence : Jim
- 2026 : Scary Movie 6 de ? : Hanson

#### Télévision

##### Séries télévisées
- 1982-1990 : Late Night with David Letterman : Various Characters
- 1989 : Tattingers (en) :
- 1990-1992 : Get a Life : Chris Peterson (35 épisodes)
- 1995 : Une fille à scandales : Bradley Crosby (1997-1998) (épisode : The Naked Truth)
- 1997 : Sabrina, l'apprentie sorcière : Warren l'agent secret (saison 1 épisode 16 : Mars Attracts!)
- 1999: Une nounou d'enfer : Le garde du corps du président Bill Clinton (saison 6, épisode 9 "Y'a-t-il un président pour skier ?")
- 2000 : Mon ex, mon coloc et moi : Larry Heckman (épisode : Cursed)
- 2005 : That '70s Show : Mr.Bray (saison 7, épisode 22 : De l'eau dans le gaz)
- 2008 : New York, unité spéciale : Anton Thibodeaux (saison 10, épisode 4)
- 2009-2014 : How I Met Your Mother : Mickey Aldrin, le père de Lily
- 2011 : Bored to Death : Fishman, un pyromane professionnel
- 2011-2014 : Eagleheart (en) : Le marshal Chris Monsanto (34 épisodes)
- 2014 : Community : Russell Borchert
- 2015-2020 : Bienvenue à Schitt's Creek : Roland Schitt
- 2016:New-York Unité spéciale saison 17 épisode 7(le cameraman)
- 2017 : Des amis d'université : Ken, le mentaliste
- 2018 : The Last Man on Earth : Glenn (saison 4, épisodes 2 et 3)
- 2022 : Maggie : Jack

##### Téléfilms
- 1986 : FDR: A One Man Show : Franklin Delano Roosevelt
- 1987 : Action Family : Chris
- 1991 : Ratbag Hero
- 1992 : Medusa: Dare to Be Truthful (en) : Andy
- 1995 : Pieds nus dans la jungle des studios (The Barefoot Executive) : Jase Wallenberg

### Comme réalisateur
- 1993 : The Traveling Poet
- 1994 : Poolside Ecstacy
- 1994 : Housewives: The Making of the Cast Album

### Comme scénariste
- 1990 : Get a Life (série télévisée)

### Comme producteur
- 1986 : FDR: A One Man Show (émission de télévision)

## Distinctions
Il a remporté 4 Primetime Emmy Awards pour sa participation à l'écriture de l'émission Late Night with David Letterman.